# August Döring
August Döring (* 3. Februar 1834 in Elberfeld (heute Wuppertal); † 28. Juni 1912 in Porto, Portugal) war ein deutscher Lehrer, Gymnasialdirektor und Philosoph.

## Leben
Dörings Vater war der lutherische Pfarrer Carl August Döring. Nach Besuch des Gymnasiums in Elberfeld (1843–1851) und Abitur daselbst studierte Döring Theologie in Halle und Berlin und war anschließend ein Jahr lang Diasporaprediger in Moresnet, in der Nähe von Aachen. Während seines Studiums wurde er 1851 Mitglied der Burschenschaft Salingia Halle. Er studierte dann Philosophie und Klassische Philologie in Halle und Bonn und wurde zum Dr. phil. promoviert. Nach einer sich anschließenden Reise in die USA war er Gymnasiallehrer in Kleve, Wesel und Barmen – dort war Wilhelm Dörpfeld sein Schüler – und von 1870 bis 1883 Gymnasialdirektor in Dortmund. 1870 heiratete er Clara Augusta Metzmacher. Aus Gesundheitsgründen, und um sich ganz der Philosophie zu widmen, gab er diese Tätigkeit auf und wurde 1885 nach seiner Habilitation Privatdozent in Berlin.
Döring war Vertreter eines kritischen Realismus und sah die Hauptaufgabe der Philosophie in der Güterlehre.

## Werke (Auswahl)
- Die Kunstlehre des Aristoteles, Jena 1876
- Über den Begriff der Philosophie, Dortmund 1878
- Philosophische Güterlehre, Berlin 1888
- System der Pädagogik, Berlin 1894
- Die Lehre des Sokrates als soziales Reformsystem, München 1895
- Hamlet, ein neuer Versuch zur ästhetischen Erklärung der Tragödie, Berlin 1898
- Handbuch der menschlich-natürlichen Sittenlehre, Stuttgart 1899
- Geschichte der griechischen Philosophie, Leipzig 1903
- Eine Frühlingsreise in Griechenland, Frankfurt/M. 1903